# Korsgletsjer
De Korsgletsjer is een gletsjer in Nationaal park Noordoost-Groenland in het oosten van Groenland.

## Geografie
De gletsjer heeft drie takken die de gletsjer de vorm van een kruis geven. Ze is west-oost georiënteerd, met een korte tak naar het noorden, een naar het oosten en een naar het zuiden. De gletsjer heeft met de hoofdtak plus oostelijke tak een lengte van meer dan 30 kilometer. Aan het noordelijke en oostelijke uiteinde ligt er een gletsjermeer. Vanaf het gletsjermeer van de oostelijke tak stroomt een gletsjerrivier naar de Vibekegletsjer. Vanuit de zuidelijke tak gaat er een stroom richting de Waltershausengletsjer.
De gletsjer ligt in het Ole Rømerland.